# 217-я стрелковая дивизия
217-я стрелковая дивизия (217 сд) — стрелковое формирование (соединение, стрелковая дивизия) РККА ВС Союза ССР, в Великой Отечественной войне.
Дивизия участвовала в боевых действиях: 15.07.1941 — 09.05.1945. Сокращённое наименование — 217 сд. Полное действительное наименование, по окончании Великой Отечественной войны — 217-я Унечская ордена Ленина Краснознамённая ордена Суворова стрелковая дивизия.

## История
С марта по апрель 1941 года согласно приказу Народного комиссара обороны Союза ССР происходило формирование 217-й стрелковой дивизии в Орловском военном округе на базе территориальных стрелковых полков, расположенных в районах городов Борисоглебск, Новохоперск и Бутурлиновка Воронежской области. Местом расположения её штаба был город Борисоглебск
В начале Великой Отечественной войны дивизия с 30 июня 1941 года по железной дороге была передислоцирована из Борисоглебска через Липецк, Орел в район Брянска. Там она вошла в состав 28-й армии Группы армий резерва Ставки ГК, а с 15 июля находилась в подчинении Фронта резервных армий. В начале августа дивизия была передана 43-й армии и участвовала в Смоленском сражении, занимала оборону по р. Десна, частью сил вела бои за город Рославль. В середине августа 1941 года дивизия была подчинена вновь сформированной 50-й армии Брянского фронта. С 30 сентября её части приняли участие в Орловско-Брянской оборонительной операции, вели тяжёлые бои в окружении.

«7 октября три армии Брянского фронта развернулись на 180 градусов и начали прорыв из окружения. К 16 октября из состава 50-й армии вышли 217-я (300 чел.), 299-я (400 чел.), 279-я (1 500 чел.), 260-я (200 чел.), 154-я (1 200 чел.) стрелковые дивизии. По докладу А. И. Ерёменко к 20 октября 1941 года в район Белёва вышли 1 600 человек из 217-й стрелковой дивизии, 1 524 человека — из 290-й, полностью два полка с артиллерией — из 154-й»— Исаев А. В., Котлы 41-го. История ВОВ, которую мы не знали. — М.: Яуза, Эксмо, 2005.
.
В ходе этой операции в период отхода дивизия участвовала в боях за города Лихвин и Одоев. 25 октября 1941 года дивизия вышла к Туле, где, получив боевой участок, вступила в тяжёлые оборонительные бои. В декабре 1941 — феврале 1942 года дивизия участвовала в Тульской, Калужской и Ржевско-Вяземской наступательных операциях. После чего в составе 49-й армии Западного фронта дивизия находилась в обороне по восточному берегу реки Угра (в районе Павлово). 20 августа дивизия сдала полосу обороны 194-й стрелковой дивизии и вошла в подчинение 16-й армии. Совершив комбинированный марш в район Сухиничи, её части вступили в оборонительные бои против наступавших 134-й пехотной и 17-й танковой дивизий фашистской Германии, имея задачу ликвидировать угрозу выхода противника на Козельск и Сухиничи. Решительными действиями они нанесли врагу значительные потери в живой силе и технике и отбросили его на южный берег реки Жиздра. Впоследствии дивизией был захвачен плацдарм на реке Угра, который сыграл видную роль в удержании её западного берега. В марте 1943 года дивизия успешно действовала в армейской наступательной операции в направлении городов Жиздра, Сухиничи (Калужская обл.). С 11 марта она была выведена в резерв армии, затем заняла оборону на рубеже от Чернышино и до дороги Гретня — Глинная
С 12 июля 1943 года дивизия в составе 11-й гвардейской армии перешла в наступление и участвовала в Орловской наступательной операции (с 30 июля — на Брянском фронте). С 3 августа она в течение трех суток находилась на пополнении, затем вела наступление на город Карачев (освобожден 15 августа). С 1 сентября дивизия в составе 11-й гвардейской и 11-й (с 14 сентября) армий участвовал с ней в Брянской наступательной операции. Её части в ночь на 17 сентября форсировали реку Десна, в ночь на 21 сентября освободили город Почеп, к утру 23 сентября овладели городом и ж.-д. узлом Унеча, а в ночь на 25 сентября — городом Клинцы. В ознаменование одержанной победы приказом ВГК от 23 сентября 1943 года ей было присвоено почётное наименование «Унечская». После овладения города Клинцы дивизия была выведена в резерв командующего 11-й армии и передислоцирована в район 12 км восточнее Брянска. После пополнения с 12 ноября она принимала участие в Гомельско-Речицкой наступательной операции, в форсировании реки Сож и овладении городом Гомель. За отличные боевые действия награждена орденом Красного Знамени (26.11.1943). Продолжая наступление, дивизия к 3 декабря вышла к реке Окра, затем была выведена в резерв 48-й армии. 11 февраля она провела удачную операцию по захвату плацдарма на северном берегу реки Березина в районе Шацилки, затем до конца месяца вела наступательные бои в районе Язвин. 24 июня 1944 года дивизия в составе той же 48-й армии 1-го Белорусского фронта перешла в наступление и участвовала в Белорусской, Бобруйской, Минской и Люблин-Брестской наступательных операциях. В этих боях с 24 июня по 3 июля 1944 года части дивизии принимали участие в прорыве обороны немцев в районе деревни Стреньки Рогачёвского района Гомельской области и форсировании реки Березина (в ночь на 29 июня), освобождении городов Бобруйск и Барановичи. В ходе них было уничтожено 48 танков и самоходных установок противника, захвачено 32 миномета, 76 автомашин, до 2000 винтовок и 300 гранат, убито 3700 вражеских солдат и офицеров и взяты в плен до 1500 человек. За эти бои командиру дивизии полковнику Н. П. Массонову было присвоено звание Героя Советского Союза (23.8.1944)
В начале сентября 1944 года части дивизии вышли к реке Нарев в районе Шарлат и захватили плацдарм на противоположном берегу. 17 сентября дивизия была выведена во второй эшелон 29-го стрелкового корпуса и сосредоточена на восточном берегу реки Нарев. С 14 января 1945 года дивизия в составе 48-й армии 2-го, а с 11 февраля — 3-го Белорусских фронтов принимала участие в Восточно-Прусской, Млавско-Эльбингской наступательных операциях, в боях по разгрому восточно-прусской группировки противника и овладении городами Алленштайн и Браунсберг. За овладение городом Алленштайн она была награждена орденом Ленина (05.04.1945). В начале апреля дивизия после марша заняла оборону на побережье залива Фришес-Хафф, где находилась до конца войны.
После войны дивизия дислоцировалась в Особом военном округе (Кенигсберг). Весной 1946 года дивизия преобразуется в 3-ю Унечскую ордена Ленина Краснознамённая ордена Суворова стрелковую бригаду, которая была расформирована в марте 1947 года.

## Состав и награды
- 740-й стрелковый Танненбергский полк
- 755-й стрелковый орденов Суворова и Кутузова полк

 (26 апреля 1945 года — за вторжении в южные районы Восточной Пруссии и овладение городами Найденбург, Танненберг, Едвабно и Аллендорф)
 (26 апреля 1945 года — за овладение городом Браунсберг)
- 766-й стрелковый Тульский полк (бывший Тульский рабочий полк)
- 668-й артиллерийский ордена Александра Невского полк

 (26 апреля 1945 года — за овладение городом Браунсберг)
- 726-й гаубичный артиллерийский полк (до 10.09.1941)
- 31-й отдельный истребительно-противотанковый ордена Александра Невского дивизион

 (26 апреля 1945 года — за овладение городом Браунсберг)
- 279-я разведывательная рота
- 396-й отдельный сапёрный батальон
- 589-й отдельный батальон связи (422-я отдельная рота связи)
- 389-й медико-санитарный батальон
- 314-я отдельная рота химзащиты
- 256-я автотранспортная рота (686-й автотранспортный батальон)
- 261-я полевая хлебопекарня (331 пах)
- 155-й дивизионный ветеринарный лазарет
- 312-я полевая почтовая станция
- 571-я полевая касса Госбанка

## В составе
| Дата            | Фронт                                           | Армия                  | Корпус                             | Примечания |
| --------------- | ----------------------------------------------- | ---------------------- | ---------------------------------- | ---------- |
| 01.06.1941 года | Орловский военный округ                         |                        | 30-й стрелковый корпус             | -          |
| 01.07.1941 года | Резерв ставки ВГК (группа армий резерва Ставки) | 28-я армия             | 30-й стрелковый корпус             | -          |
| 01.08.1941 года | Резервный фронт                                 | 43-я армия             |                                    | -          |
| 01.09.1941 года | Брянский фронт                                  | 50-я армия             |                                    | -          |
| 01.10.1941 года | Брянский фронт                                  | 50-я армия             |                                    | -          |
| 01.11.1941 года | Брянский фронт                                  | 50-я армия             |                                    | -          |
| 01.12.1941 года | Западный фронт                                  | 50-я армия             |                                    | -          |
| 01.01.1942 года | Западный фронт                                  | 50-я армия             |                                    | -          |
| 01.02.1942 года | Западный фронт                                  | 50-я армия             |                                    | -          |
| 01.03.1942 года | Западный фронт                                  | 49-я армия             |                                    |            |
| 01.04.1942 года | Западный фронт                                  | 49-я армия             |                                    | -          |
| 01.05.1942 года | Западный фронт                                  | 49-я армия             |                                    | -          |
| 01.06.1942 года | Западный фронт                                  | 49-я армия             |                                    | -          |
| 01.07.1942 года | Западный фронт                                  | 49-я армия             |                                    | -          |
| 01.08.1942 года | Западный фронт                                  | 49-я армия             |                                    | -          |
| 01.09.1942 года | Западный фронт                                  | 16-я армия             |                                    | -          |
| 01.10.1942 года | Западный фронт                                  | 16-я армия             |                                    | -          |
| 01.11.1942 года | Западный фронт                                  | 16-я армия             |                                    | -          |
| 01.12.1942 года | Западный фронт                                  | 16-я армия             |                                    | -          |
| 01.01.1943 года | Западный фронт                                  | 16-я армия             |                                    | -          |
| 01.02.1943 года | Западный фронт                                  | 16-я армия             |                                    | -          |
| 01.03.1943 года | Западный фронт                                  | 16-я армия             | 8-й гвардейский стрелковый корпус  |            |
| 01.04.1943 года | Западный фронт                                  | 16-я армия             |                                    |            |
| 01.05.1943 года | Западный фронт                                  | 16-я армия             |                                    |            |
| 01.06.1943 года | Западный фронт                                  | 11-я гвардейская армия |                                    |            |
| 01.07.1943 года | Западный фронт                                  | 11-я гвардейская армия | -                                  | -          |
| 01.08.1943 года | Брянский фронт                                  | 11-я гвардейская армия | 36-й гвардейский стрелковый корпус | -          |
| 01.09.1943 года | Брянский фронт                                  | 11-я гвардейская армия | 36-й гвардейский стрелковый корпус | -          |
| 01.10.1943 года | Брянский фронт                                  | 11-я армия             | 25-й стрелковый корпус             | -          |
| 01.11.1943 года | Белорусский фронт                               | 11-я армия             | 25-й стрелковый корпус             | -          |
| 01.12.1943 года | Белорусский фронт                               | 11-я армия             | 25-й стрелковый корпус             | -          |
| 01.01.1944 года | Белорусский фронт                               | 48-я армия             |                                    | -          |
| 01.02.1944 года | Белорусский фронт                               | 48-я армия             |                                    | -          |
| 01.03.1944 года | 1-й Белорусский фронт                           | 48-я армия             | 29-й стрелковый корпус             | -          |
| 01.04.1944 года | 1-й Белорусский фронт                           | 48-я армия             | 29-й стрелковый корпус             | -          |
| 01.05.1944 года | 1-й Белорусский фронт                           | 48-я армия             | 29-й стрелковый корпус             | -          |
| 01.06.1944 года | 1-й Белорусский фронт                           | 48-я армия             | 29-й стрелковый корпус             | -          |
| 01.07.1944 года | 1-й Белорусский фронт                           | 48-я армия             | 29-й стрелковый корпус             | -          |
| 01.08.1944 года | 1-й Белорусский фронт                           | 48-я армия             | 29-й стрелковый корпус             | -          |
| 01.09.1944 года | 1-й Белорусский фронт                           | 48-я армия             | 29-й стрелковый корпус             | -          |
| 01.10.1944 года | 2-й Белорусский фронт                           | 48-я армия             | 29-й стрелковый корпус             | -          |
| 01.11.1944 года | 2-й Белорусский фронт                           | 48-я армия             | 29-й стрелковый корпус             | -          |
| 01.12.1944 года | 1-й Белорусский фронт                           | 48-я армия             | 29-й стрелковый корпус             | -          |
| 01.01.1945 года | 1-й Белорусский фронт                           | 48-я армия             |                                    | -          |
| 01.02.1945 года | 1-й Белорусский фронт                           | 48-я армия             | 29-й стрелковый корпус             | -          |
| 01.03.1945 года | 3-й Белорусский фронт                           | 48-я армия             | 29-й стрелковый корпус             |            |
| 01.04.1945 года | 3-й Белорусский фронт                           | 48-я армия             | 29-й стрелковый корпус             |            |
| 01.05.1945 года | 3-й Белорусский фронт                           | 48-я армия             | 29-й стрелковый корпус             |            |

## Командование

### Командиры
- Грачёв, Михаил Алексеевич (14.03.1941 — 18.08.1941), полковник
- Шлегель, Владимир Петрович (19.08.1941 — 13.09.1941), полковник
- Грачёв, Михаил Алексеевич (14.09.1941 — 17.10.1941), полковник. В результате окружения попал в плен.
- Шлегель, Владимир Петрович (18.10.1941 — 15.11.1941), полковник
- Трубников, Кузьма Петрович (16.11.1941 — 02.05.1942), генерал-майор
- Малышев, Пётр Федорович (03.05.1942 — 14.10.1942), полковник
- Рыжиков, Ефим Васильевич (15.10.1942 — 15.09.1943), полковник, с 01.09.1943 генерал-майор
- Массонов, Николай Павлович (16.09.1943 — 17.07.1944), полковник. 17 июля погиб в ходе наступления в Гродненской области, при объезде частей дивизии его машина подорвалась на мине.
- Сурченко, Андрей Иванович (18.07.1944 — 30.07.1944), генерал-майор
- Григорьян, Григорий Аркадьевич (31.07.1944 — ??.09.1945), полковник

### Заместители командира
- Садовский, Семён Леонидович (10.07.1942 — ??.11.1942), полковник
- Массонов, Николай Павлович (??.12.1942 — 15.09.1943), полковник
- Аббакумов, Сергей Григорьевич (??.10.1943 — ??.05.1944), полковник

### Начальники штаба
- Шлегель, Владимир Петрович (??.06.1941 — 17.10.1941), полковник
- Майский, Иван Матвеевич (10.03.1945 — ??.07.1945), полковник

## Награды и наименования
| Награда (наименование)           | Дата                  | За что получена |
| -------------------------------- | --------------------- | --- |
| Почётное наименование «Унечская» | 23 сентября 1943 года | присвоено приказом Верховного Главнокомандующего от 23 сентября 1943 года в ознаменование одержанной победы в боях по освобождению города Унеча |
| орден Красного Знамени           | 26 ноября 1943 года   | Награждена указом Президиума Верховного Совета СССР за образцовое выполнение заданий командования на фронте борьбы с немецкими захватчиками (в Гомельско-Речицкой наступательной операции, в форсировании реки Сож и овладении городом Гомель) и проявленные при этом доблесть и мужество |
| Орден Суворова II степени        | 2 июля 1944 года      | Награждена указом Президиума Верховного Совета СССР от 2 июля 1944 года за образцовое выполнение заданий командования в боях с немецкими захватчиками, за освобождение города Жлобин и проявленные при этом доблесть и мужество.                                                          |
| Орден Ленина                     | 5 апреля 1945 года    | Награждена указом Президиума Верховного Совета СССР от 5 апреля 1945 года за образцовое выполнение заданий командования в боях с немецкими захватчиками при овладении городом Алленштайн и проявленные при этом доблесть и мужество                                                       |

Личному составу 217-й стрелковой Унечской Краснознамённой орденов Ленина и Суворова дивизии было объявлено девять благодарностей в приказах Верховного Главнокомандующего:
- За овладение важнейшим железнодорожным узлом и сильным опорным пунктом обороны немцев на гомельском направлении городом Унеча. 23 сентября 1943 года. № 24.
- За овладение городом областным и крупным промышленным центром Белоруссии городом Гомель — важным узлом железных дорог и мощным опорным пунктом обороны немцев на полесском направлении. 26 ноября 1943 года. № 46.
- За овладение городом и крупным железнодорожным узлом Жлобин — важным опорным пунктом обороны немцев на бобруйском направлении. 26 июня 1944 года. № 120.
- За овладение штурмом городом и крупной железнодорожной станцией Бобруйск — важным узлом коммуникаций и мощным опорным пунктом обороны немцев, прикрывающим направления на Минск и Барановичи. 29 июня 1944 года. № 125.
- За переход в наступление на двух плацдармах на западном берегу реки Нарев, севернее Варшавы, прорыв глубоко эшелонированной обороны противника и овладение сильными опорными пунктами обороны немцев городами Макув, Пултуск, Цеханув, Нове-Място, Насельск. 17 января 1945 года № 224.
- За овладение штурмом городом Пшасныш (Прасныш), городом и крепостью Модлин (Новогеоргиевск) — важными узлами коммуникаций и опорными пунктами обороны немцев. 18 января 1945 года. № 226.
- За прорыв сильно укрепленной оборону немцев на южной границе Восточной Пруссии, вторглись в её пределы и овладение городами Найденбург, Танненберг, Едвабно и Аллендорф — важными опорными пунктами обороны немцев. 21 января 1945 года. № 239.
- За овладение городом Браунсберг — сильным опорным пунктом обороны немцев на побережье залива Фриш-Гаф. 20 марта 1945 года. № 303.
- За завершение ликвидации окружённой восточно-прусской группы немецких войск юго-западнее Кёнигсберга. 29 марта 1945 года. № 317.

## Отличившиеся воины дивизии
| Награда | Ф. И. О.                     | Должность                                                          | Звание                    | Дата награждения                 | Примечания |
| ------- | ---------------------------- | ------------------------------------------------------------------ | ------------------------- | -------------------------------- | ---------- |
|         | Донских, Александр Иванович  | командир стрелкового взвода 740-го стрелкового полка               | Старший сержант           | 24.03.1945                       |            |
|         | Дринь, Савелий Григорьевич   | стрелок 5-й стрелковой роты 740-го стрелкового полка               | Красноармеец              | 23.08.1944                       |            |
|         | Клинов, Игорь Петрович       | наводчик станкового пулемёта 766-го стрелкового полка              | Младший сержант           | 24.03.1945                       |            |
|         | Массонов, Николай Павлович   | командир дивизии                                                   | Полковник                 | 23.08.1944                       |            |
|         | Романов, Борис Дмитриевич    | командир орудия 755-го стрелкового полка                           | Сержант                   | 22.08.1944                       |            |
|         | Селезнёв, Анатолий Петрович  | командир взвода 766-го стрелкового полка                           | Лейтенант                 | 24.03.1945                       |            |
|         | Сиабандов, Саманд Алиевич    | заместитель командира 755-го стрелкового полка по политчасти       | Подполковник              | 24.03.1945                       |            |
|         | Уткин, Валерий Степанович    | командир стрелковой роты 740-го стрелкового полка                  | Старший лейтенант ВС СССР | 23.08.1944                       |            |
|         | Феничев, Никифор Ильич       | командир отделения 755-го стрелкового полка                        | Старший сержант           | 15.01.1944                       |            |
|         | Бородавко, Павел Григорьевич | заместитель командира миномётного расчёта 740-го стрелкового полка | Красноармеец              | 19.07.1944 27.10.1944 24.03.1945 |            |
|         | Быков, Иван Романович        | командир минометного расчета 740-го стрелкового полка              | Старший сержант           | 03.03.1944 10.08.1944 24.03.1945 |            |
|         | Мартынов, Иван Назарович     | командир расчета миномета 740-го стрелкового полка                 | Старший сержант           | 03.03.1944 08.09.1944 24.03.1945 |            |
|         | Мезенцев, Иван Михайлович    | командир отделения взвода пешей разведки 755-го стрелкового полка  |                           | 07.03.1944 24.08.1944 24.03.1945 |            |
|         | Наумов, Пётр Иванович        | наводчик орудия батареи 76-мм пушек 740-го стрелкового полка       | Младший сержант           | 04.07.1944 28.11.1944 10.04.1945 |            |
|         | Осокин, Василий Иванович     | командир отделения сапёрного взвода                                |                           | 26.07.1944 04.12.1944 24.03.1945 |            |
|         | Федотов, Василий Григорьевич | командир расчета 82-мм миномета 755-го стрелкового полка           | Старший сержант           | 21.07.1944 26.09.1944 24.03.1945 |            |

## В дивизии служили
- Кравченко, Иван Яковлевич
- Коршунов, Евгений Васильевич

## Память
Музеи, экспозиции и стенды посвященные 217-й стрелковой Унечской Краснознамённой орденов Ленина и Суворова дивизии:
Россия
- ПТУ № 11. Москва, ул. Шарикоподшипниковская, 17/17
- Школа № 40. г. Брянск, проезд Трофименко, дом 12
- Педучилище, Клуб «Поиск». Брянская область, г. Клинцы, ул. Октябрьская, дом 66
- Областной краеведческий музей (стенды периодические). г. Воронеж, ул. Плехановская, дом 29
- Школа № 45. Воронеж, ул. 9 января, дом 46
- Краеведческий музей (витрина-боевой путь). Воронежская область, г. Борисоглебск, ул. Народная, дом 37
- Школа № 2. Воронежская область, Борисоглебск, ул. Дубровинская, дом 127
- Гимназия № 1. Воронежская область, г. Новохопёрск
- Краеведческий музей. Калужская область, г. Юхнов, ул. Ленина, дом 24
- Школа № 40. Калининград, Комсомольская, дом 67
- Средняя школа, Клуб «Поиск». Калужская область, г. Пермышль, ул. Ленина, дом 14
- Школа № 4 им. Руднева, Клуб «Поиск». Тула, ул Ленина, дом 63
- Средняя школа им. Л. Н. Толстого (имеется стенд). Тульская область, Щекинский район, Ясная Поляна
- Школа № 18. Тульская область, Щекино, ул. Шамшиковой, дом 18
- Школа № 49. г. Свердловск, ул. Победы, дом 18

Белоруссия
- Народный музей. Гродненская область, г. Слоним, улица Советская, дом 62, СШ № 4

Узбекистан
- Дом славы. Наманганская область, г. Туракурган
- Средняя школа им. Ибрата. Наманганская область, г. Туракурган, БАРС_51